# Iván Gládyshev
Iván Dmitriyévich Gládyshev –en ruso, Иван Дмитриевич Гладышев– (Tula, 13 de agosto de 2001) es un deportista ruso que compite en ciclismo en la modalidad de pista.
Ganó una medalla de oro en el Campeonato Europeo de Ciclismo en Pista de 2020, en la prueba de velocidad por equipos. Participó en los Juegos Olímpicos de Tokio 2020, ocupando el sexto lugar en la misma prueba.

## Medallero internacional
| Campeonato Europeo | Campeonato Europeo  | Campeonato Europeo | Campeonato Europeo    |
| Año                | Lugar               | Medalla            | Competición           |
| ------------------ | ------------------- | ------------------ | --------------------- |
| 2020               | Plovdiv ( Bulgaria) | Medalla de oro     | Velocidad por equipos |